# Truscott (Texas)
Truscott ist ein gemeindefreies Gebiet im Knox County, Texas in den USA.

## Demografie
Die Bevölkerung des Gebiets wird auf 50 geschätzt. Die Einwohnerzahl erreichte 1940 mit rund 500 ihren Höchststand und ging danach zurück.

## Lage
Das Gebiet liegt im zentralen bis nördlichen Knox County, etwa 160 km nördlich von Abilene.

## Geschichte
Das Gebiet wurde in den 1880er Jahren besiedelt.

## Name
Das Gebiet wurde nach J. J. Truscott, einem lokalen Pionier, benannt.